# Prowincja Trat
Trat (taj. สระแก้ว) – jedna z prowincji (changwat) Tajlandii. Sąsiaduje tylko z  jedną prowincją - Chanthaburi. Graniczy z Kambodżą i leży nad zatoką Tajlandzką.